# Trachyderes succincta flaviventris
Trachyderes succincta flaviventris es una subespecie de escarabajo longicornio del género Trachyderes, tribu Trachyderini, subfamilia Cerambycinae. Fue descrita científicamente por Aurivillius en 1909.

## Descripción
Mide 19,5-20 milímetros de longitud.

## Distribución
Se distribuye por Perú.